# 冈底斯-念青唐古拉山脉
冈底斯-念青唐古拉山脉，又称外喜马拉雅山脉（Transhimalaya），是一条长1,600千米、东西向延伸的山脉，分属中国、印度和尼泊尔，与喜马拉雅山脉主脉平行。该山脉位于青藏高原南缘，雅鲁藏布江以北，由西边的冈底斯山脉和东边的念青唐古拉山脉组成。
“外喜马拉雅山脉”一名由瑞典地理学家斯文·赫定于20世纪初提出。1952年，《哥伦比亚利平科特地名辞典》（Columbia Lippincott Gazetteer）将“外喜马拉雅山脉”描述为“界定不清的山区”（ill-defined mountain area）、“没有明显的山脊线或中心线，也没有河流分隔”（no marked crest line or central alignment and no division by rivers）。在更新的地图上，西部的冈底斯山脉与东部的念青唐古拉山脉则界线分明。

### 书目
- Allen, Charles. . Little, Brown Book Group. 2013-01-17  [2015-02-07]. ISBN 978-1-4055-2497-1.
- Le Fort, P.; Cronin, V. S. . Philosophical Transactions of the Royal Society of London. Series A, Mathematical and Physical Sciences. 1 September 1988, 326 (1589): 281–299. Bibcode:1988RSPTA.326..281F. S2CID 202574726. doi:10.1098/rsta.1988.0088.